# Natalija Ryżkowa
Natalija Mychajliwna Ryżkowa (ukr. Наталія Михайлівна Рижкова; ur. 30 sierpnia 1977 w Charkowie) – ukraińska wioślarka.

## Osiągnięcia
- Mistrzostwa Świata – Sewilla 2002 – dwójka bez sternika – 4. miejsce[1].
- Mistrzostwa Świata – Mediolan 2003 – dwójka bez sternika – 12. miejsce[1].
- Mistrzostwa Świata – Gifu 2005 – czwórka podwójna – 4. miejsce[1].
- Mistrzostwa Świata – Eton 2006 – dwójka podwójna – 5. miejsce[1].
- Mistrzostwa Świata – Poznań 2009 – dwójka podwójna – 11. miejsce[1].
- Mistrzostwa Europy – Montemor-o-Velho 2010 – ósemka – 4. miejsce[1].